# José Benedito Simão
José Benedito Simão (ur. 1 stycznia 1951 w Caçapava, zm. 27 listopada 2015 w Marília) – brazylijski duchowny katolicki, biskup pomocniczy São Paulo 2002-2009 i biskup diecezjalny Assis w latach 2009-2015.

## Życiorys
Święcenia kapłańskie otrzymał 7 czerwca 1981 i został inkardynowany do archidiecezji São Paulo. Przez pięć lat pełnił funkcje duszpasterskie na terenie miasta, będąc jednocześnie odpowiedzialnym za duszpasterstwo młodzieży i powołań. W 1984 został rektorem szkoły teologicznej "Dom José Gaspar", zaś w 1994 objął funkcję rektora seminarium archidiecezjalnego. W latach 1996–2002 kierował Papieskim Wydziałem Teologicznym Matki Bożej Wniebowziętej.
28 listopada 2001 papież Jan Paweł II mianował go biskupem pomocniczym São Paulo. 25 stycznia 2002 z rąk kardynała Cláudio Humme przyjął sakrę biskupią. 24 czerwca 2009 papież Benedykt XVI powierzył mu funkcję biskupa diecezjalnego Assis.
Zmarł 27 listopada 2015.